# Ранги біологічних таксонів між родом і видом
Ранги біологічних таксонів між родом і видом — ранги, які в таксономічній ієрархії знаходяться нижче від роду, але вище виду.
Перелік таких рангів, як і їхні назви, відрізняються у різних кодексах біологічної номенклатури.
У ботаніці використовується шість рангів між родом і видом (в порядку пониження рівня):
- підрід (лат. subgenus),
- надсекція (лат. supersectio),
- секція (лат. sectio),
- підсекція (лат. subsectio),
- ряд, або серія (лат. series),
- підряд, або підсерія (лат. subseries).

У зоології і бактеріології використовують лише один такий ранг, а саме підрід.

## Назви таксонів, що мають ранг між родом і видом
Правила утворення та застосування назв таксонів, які мають ранг між родом і видом, як і назв таксонів іншого рангу, встановлюються правилами, зафіксованими в міжнародних кодексах  ботанічної і  зоологічної номенклатури та схожих з ними кодексів номенклатури бактерій і вірусів.
Міжнародний кодекс ботанічної номенклатури визнає шість таксономічних категорій рангом нижче роду а і вище  виду. Назви таких таксонів складаються з двох, трьох або більшої кількості слів, першим з яких йде назва роду, до якого ці таксони належать, за яким слідують слова, що позначають ранги таксонів, і самі назви таксонів. Ці назви можуть починатися не з назви роду, а з назви таксона більш низького рангу, якщо це не призводить до неясності. Самі назви таксонів, що мають ранг нижче роду і вище виду, можуть бути іменниками в однині або прикметниками у множині — і пишуться з великої літери.
| Ранг                 | Назва          | Приклад                                      |
| -------------------- | -------------- | -------------------------------------------- |
| підрід               | subgen., subg. | Prunus subg. Cerasus — Вишня                 |
| надсекція            | supersect.     | Passiflora supersect. Decaloba               |
| секція               | sect.          | Saxifraga sect. Ciliatae                     |
| підсекція            | subsect.       | Juniperus sect. Juniperus subsect. Oxycedrus |
| ряд, або серія       | ser.           | Atriplex ser. Atriplex                       |
| підряд, або підсерія | subser.        | Senecio subser. Amplectentes                 |

Згідно з Міжнародним кодексом зоологічної номенклатури і Міжнародним кодексом номенклатури бактерій назви таксонів у ранзі підроду не відрізняються за формою від таксонів у ранзі роду: ці назви уніноміальні, є іменниками в однині і пишуться з великої літери.